# Safari (navigateur web)
Pour les articles homonymes, voir Safari (homonymie).
 (octobre 2017).
Si vous disposez d'ouvrages ou d'articles de référence ou si vous connaissez des sites web de qualité traitant du thème abordé ici, merci de compléter l'article en donnant les références utiles à sa vérifiabilité et en les liant à la section « Notes et références ».
 (octobre 2017).
Safari est un  navigateur web pour macOS, iPadOS et iOS développé par Apple, dont le moteur de rendu HTML WebKit est fondé sur KHTML.
Il est téléchargeable gratuitement depuis le 7 janvier 2003, soit depuis Mac OS X v10.2. Le 8 juin 2009 la version 4.0 est sortie pour les plateformes Mac OS X v10.4 (ou ultérieur), Windows XP et Vista (ou ultérieur). Ce navigateur est celui installé par défaut sur tous les ordinateurs Mac depuis Mac OS X v10.3. Pour le fonctionnement de Safari 4.0, il faut que Quartz Extrême soit pris en charge par la carte graphique. La version pour Microsoft Windows a été abandonnée : la dernière, Safari 5.1.7, est sortie en mai 2012.

## Historique du développement

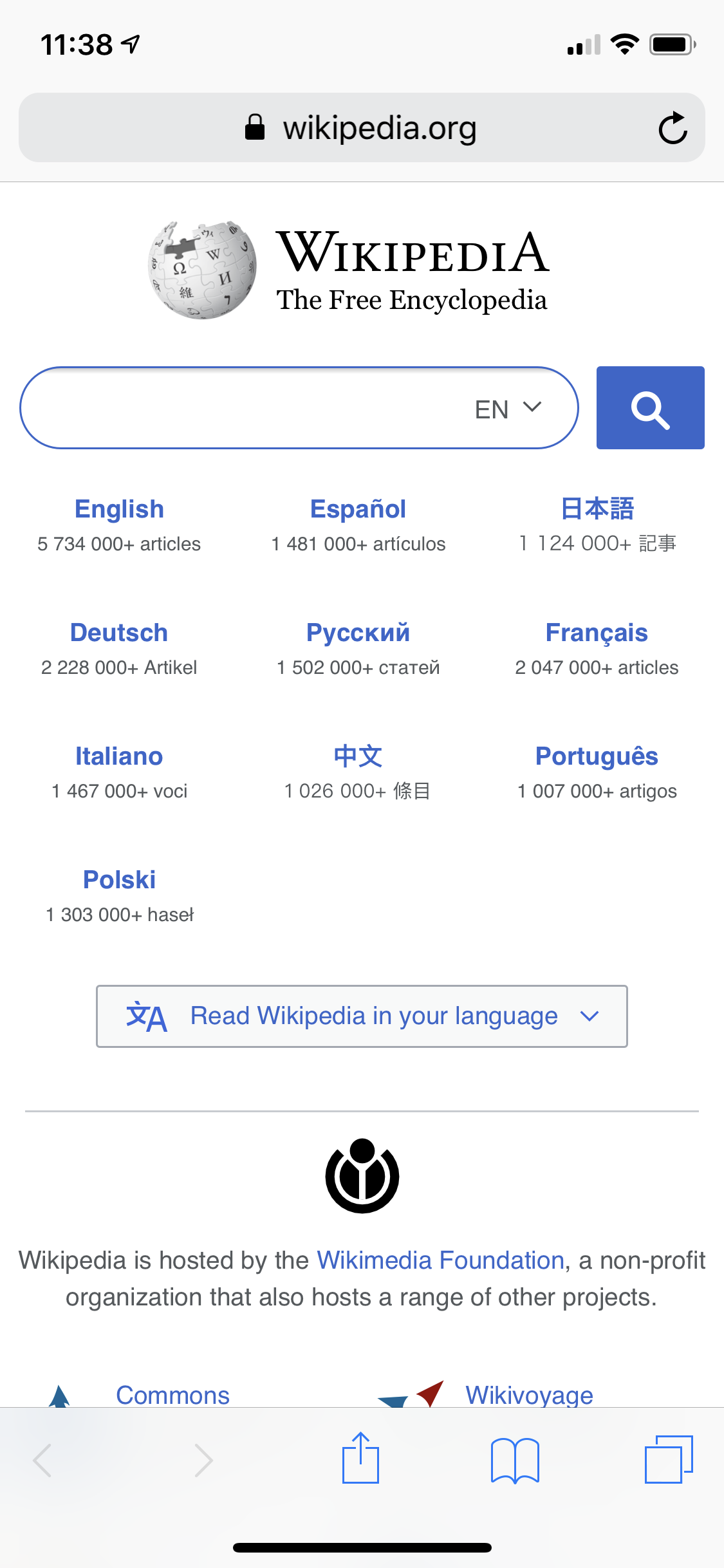
Interface de Safari sur iOS 12

Dans les premières versions de Mac OS X, Apple distribuait le navigateur de Microsoft : Internet Explorer. La guerre des navigateurs finie, Microsoft délaissa progressivement le support Internet Explorer pour Mac. La constatation de cette stagnation par Apple l'a donc incité à écrire son propre navigateur. Microsoft mit fin au développement de son navigateur le 13 juin 2003 et cessa tout support à partir de 2006 conseillant la mise à jour vers Safari. 
Apple adapta le moteur de rendu libre KHTML (produit par le projet KDE) en sa version spécifique qu'elle a nommée WebCore. Ce moteur bénéficiait déjà d'une certaine maturité et offrait une bonne prise en charge des standards du W3C ainsi qu'une bonne tolérance aux erreurs de syntaxe courantes des pages existantes. Apple y apportera des modifications comme le blocage des pop-up et la gestion de certaines extensions d'Internet Explorer. À l'occasion du test Acid2 posé en défi aux concepteurs de navigateurs Web, David Hyatt d'Apple s'illustrera en étant le premier à passer ce test dans la version beta de WebCore/Safari. La version 2.0.2 sortie en novembre 2005 avec Mac OS X 10.4.3 passe désormais le test Acid2. Souvent mise en avant comme preuve de la bienveillance d'Apple envers le logiciel libre, la collaboration entre Safari et le projet KDE semble néanmoins avoir connu des hauts et des bas.
De même que le moteur KHTML de KDE sur lequel il est fondé, le moteur WebCore est distribué sous licence libre, et à ce titre réutilisable par n'importe quelle autre application. Apple met même à disposition un ensemble d'APIs appelé WebKit qui permet d'intégrer en quelques lignes un navigateur de base à toute application. Ainsi, quelques navigateurs tels que Shiira ou Sunrise Browser s'en sont servis pour proposer une alternative à Safari. Le navigateur OmniWeb réutilise lui directement WebCore sans utiliser l'API WebKit, de manière à pouvoir intégrer certaines fonctionnalités évoluées.
Sur le plan de l'interface, Safari a innové par sa gestion des signets à la iTunes, ainsi que la fonction Snap-back qui permet de revenir en un clic à la page de départ de la navigation, c'est-à-dire à la dernière page accédée directement (c'est-à-dire saisie manuellement ou via un signet et non via un lien hypertexte).
La version 2.0 apporte des améliorations comme la navigation privée, un mode qui permet de ne laisser aucune trace de son activité sur Internet (l'historique et le remplissage automatique des formulaires, par exemple, sont désactivés) ou encore la compatibilité avec les flux RSS. On peut par exemple en regrouper plusieurs dans un seul dossier, et indiquer à Safari qu'il faudra qu'il se manifeste dès qu'un mot ou une expression (définissable par l'utilisateur) seront contenus dans l'un de ces flux. Utile pour ceux qui souhaitent suivre automatiquement un thème précis sur des sites précis.
La version 3.0 apporte des améliorations au niveau des performances ainsi qu'au niveau de la gestion des CSS. Cela permet à Safari 3 de surclasser ses principaux rivaux, à savoir Internet Explorer 7, Firefox 2 et Opera 9 en ce qui concerne la vitesse d'affichage des pages HTML, le lancement d'applications Web et la performance JavaScript. Cette nouvelle version ajoute également la prise en charge d'AJAX et de SVG. 
Avec la version 3.1 le navigateur d'Apple devient disponible sur les systèmes d'exploitation Windows (XP et Vista). Safari 2 était une exclusivité Apple, incluse dans Mac OS X Tiger.
Le 24 février 2009, Apple met en ligne la première bêta publique de la version 4.0 de son navigateur. Parmi les nouveautés, on retrouve un nouveau moteur JavaScript nommé Nitro qui permet d'obtenir le score maximal de 100 au test Acid3. La version finale de Safari 4 est lancée le 8 juin 2009 durant l'événement de la WWDC. Cette version est compatible avec Mac OS X Leopard, Mac OS X Tiger, Windows XP et Windows Vista.
Le 7 juin 2010, Apple met en ligne la version 5.0 de son navigateur pour Mac OS X et Windows, principalement axé sur une plus grande rapidité d'interprétation HTML et JavaScript. Apparaît également une fonctionnalité nouvelle et propre à ce navigateur : le mode Lecteur, qui permet un affichage plus visible et épuré des articles des pages Web.
Le 20 juillet 2011, jour de la sortie de Mac OS Lion, Apple met en ligne la version 5.1 de son navigateur pour Mac OS X et Windows qui comprend une Sandbox intégrée, une plus grande rapidité (accélération graphique sur Windows et Mac) et un outil do not track améliorant le respect de la vie privée.
Le 25 juillet 2012, Apple publie la mise à jour 6.0 le même jour que celle de Mac OS X Mountain Lion. Elle inclut une nouvelle fonctionnalité appelée "onglets iCloud" qui permet de synchroniser ses différents onglets ouverts à travers ses Mac et appareils iOS.
Le 14 mars 2013, Apple publie la mise à jour 10.8.3 de Mac OS X Mountain Lion après 14 bêtas, celle-ci inclut Safari 6.0.3 qui apporte de nombreux correctifs de bugs, notamment un scrolling plus fluide sur Facebook (principalement pour les MacBook Pro Retina).
Le 18 février 2021, Apple publie la seconde version bêta de macOS 11.3 qui apporte la prise en charge du format WebM dans Safari. Il est ainsi possible de lire des vidéos de ce format dans le navigateur d'Apple.

### Safari 14
En juin 2020, il a été annoncé avec macOS Big Sur la version 14 de Safari,. Safari 14 introduit de nouvelles fonctionnalités comme des rapports de confidentialité qui bloquent les contenus intrusifs et montrent des informations sur un site web. Les utilisateurs vont également recevoir un rapport mensuel sur les trackers que Safari a bloqué. Des extensions peuvent aussi être activées ou désactivées sur un site web particulier uniquement. Cette nouvelle monture ajoute également le support de l'API WebExtension utilisé par Google Chrome, Microsoft Edge, Firefox et Opera, ce qui permet aux développeurs de porter plus facilement leurs extensions pour le navigateur d'Apple. En vue de l'arrêt de Adobe Flash Player en décembre 2020, Safari prend un peu d'avance et abandonne purement et simplement le support de cette technologie. Le 16 septembre 2020, Safari 14 a été inclus dans une mise à jour indépendante aux utilisateurs de macOS Catalina et Mojave.

## Extensions
L'une des nouveautés de Safari 5 est l'apparition des extensions. Comme avec Firefox, ils permettent de rajouter des fonctionnalités non natives de Safari. Apple a annoncé l'ouverture à l'été 2010 d'une galerie d'extensions. Beaucoup d'entre elles sont déjà répertoriées sur le site Pimp My Safari et l'intégralité des extensions est disponible sur le site d'Apple.

## Parts de marché
En avril 2005, Safari était le troisième navigateur web le plus utilisé sur Internet, derrière Windows Internet Explorer et Firefox. Sa part de marché s'établit en mai 2008 à 6,25 %. En novembre 2006, elle était de 4 %, contre 1,5 % deux ans plus tôt.
En octobre 2009, la part de marché atteint 4,42 %, dont 0,65 % pour les versions 3 et 3,52 % pour la version 4.0. La forte montée de Google Chrome a fait passer le navigateur de la troisième place des navigateurs les plus utilisés à la quatrième place. 
Moyenne en pourcents :
- Chrome (Google) (67,7 %)
- Safari (Apple) (15,4 %)
- Edge + IE (Microsoft) (4,8 %)
- Firefox (Mozilla) (2,9 %)
- Samsung Internet (Samsung Electronics) (2,2 %)
- Opera (Opera Software) (1,5 %)
- Autres (5,5 %)

| Source      | Chrome (Google) | Safari (Apple) | Edge + IE (Microsoft) | Firefox (Mozilla) | Samsung Internet (Samsung Electronics) | Opera (Opera Software) | Autres |
| ----------- | --------------- | -------------- | --------------------- | ----------------- | -------------------------------------- | ---------------------- | ------ |
| StatCounter | 66,3 %          | 18,0 %         | 5,3 %                 | 2,6 %             | 2,3 %                                  | 2,1 %                  | 3,4 %  |
| W3Counter   | 69,1 %          | 12,8 %         | 4,3 %                 | 3,2 %             | 2,1 %                                  | 0,9 %                  | 7,6 %  |
| Moyenne     | 67,7 %          | 15,4 %         | 4,8 %                 | 2,9 %             | 2,2 %                                  | 1,5 %                  | 5,5 %  |

Voici ci-dessous les parts de marché de la version de Safari destinée aux terminaux mobiles (iPhone) :
| Source      | Chrome (Google) | Safari (Apple) | Samsung Internet (Samsung) | Opera (Opera Software) | UC Browser (UCWeb) | Firefox (Mozilla) | Autres |
| ----------- | --------------- | -------------- | -------------------------- | ---------------------- | ------------------ | ----------------- | ------ |
| StatCounter | 66,9 %          | 22,7 %         | 3,6 %                      | 1,7 %                  | 1,3 %              | 0,6 %             | 3,2 %  |